# Semi Ojeleye
Jesusemilore Talodabijesu „Semi“ Ojeleye (* 5. Dezember 1994 in Overland Park, Kansas) ist ein US-amerikanischer Basketballspieler nigerianischer Abstammung.

## Karriere
Ojeleye spielte als Jugendlicher an der Ottawa High School in Kansas. In dem Bundesstaat stellte er mit 2763 erzielten Punkten einen neuen Schülerrekord auf. In der Saison 2013/14 und zu Beginn des Folgespieljahres war er Student und Basketballspieler an der Duke University, entschloss sich zum Hochschulwechsel und war ab Januar 2015 an der Southern Methodist University eingeschrieben. Aufgrund der Wechselbestimmungen durfte Ojeleye zunächst nicht am Wettkampfbetrieb teilnehmen. Er spielte erst in der Saison 2016/17 für die Mannschaft der Southern Methodist University und kam in jenem Spieljahr auf Mittelwerte von 19 Punkten und 6,9 Rebounds.
Hernach verließ er die Hochschule und meldete sich für das NBA-Draftverfahren an, bei dem er an 37. Stelle von den Boston Celtics ausgewählt wurde. In 254 Einsätzen für Boston kam er bis 2021 auf eine mittlere Einsatzzeit von 14,6 Minuten, er erzielte 3,5 Punkte und 2,1 Rebounds je Begegnung. Die Saison 2021/22 begann er als Spieler der Milwaukee Bucks, im Februar 2022 kam er im Rahmen eines Spielertauschs, der vier Mannschaften einbezog, zu den Los Angeles Clippers.
Ojeleye wechselte nach Italien zu Virtus Bologna, spielte mit der Mannschaft auch in der Euroleague. Im Sommer 2023 wurde er von Valencia Basket verpflichtet.

## Sonstiges
Seine Eltern stammen aus Nigeria, Vater Ernest ist Arzt.

## Karriere-Statistiken

### NBA
Hauptrunde
| Saison  | Team   | GP  | GS | MPG  | FG % | 3P % | FT % | RPG | APG | SPG | BPG | PPG |
| ------- | ------ | --- | -- | ---- | ---- | ---- | ---- | --- | --- | --- | --- | --- |
| 2017–18 | Boston | 73  | 0  | 15.8 | .346 | .320 | .610 | 2.2 | 0.3 | 0.3 | 0.1 | 2.7 |
| 2018–19 | Boston | 56  | 3  | 10.6 | .424 | .315 | .615 | 1.5 | 0.4 | 0.2 | 0.1 | 3.3 |
| 2019–20 | Boston | 69  | 6  | 14.7 | .408 | .378 | .875 | 2.1 | 0.5 | 0.3 | 0.1 | 3.4 |
| Gesamt  | Gesamt | 198 | 9  | 13.9 | .391 | .340 | .688 | 2.0 | 0.4 | 0.3 | 0.1 | 3.1 |

Play-offs
| Saison  | Team   | GP | GS | MPG  | FG % | 3P % | FT %  | RPG | APG | SPG | BPG | PPG |
| ------- | ------ | -- | -- | ---- | ---- | ---- | ----- | --- | --- | --- | --- | --- |
| 2017–18 | Boston | 17 | 3  | 13.5 | .303 | .273 | .857  | 1.6 | 0.1 | 0.2 | 0.0 | 1.9 |
| 2018–19 | Boston | 6  | 0  | 5.7  | .444 | .600 | 1.000 | 0.3 | 0.3 | 0.0 | 0.0 | 2.2 |
| 2019–20 | Boston | 13 | 0  | 9.4  | .350 | .217 | 1.000 | 0.9 | 0.1 | 0.2 | 0.0 | 1.6 |
| Gesamt  | Gesamt | 36 | 3  | 10.7 | .300 | .280 | .909  | 1.2 | 0.1 | 0.2 | 0.0 | 1.8 |